# Svømmebriller
Svømmebriller er udstyr der bruges til svømning, for at undgå at få vand i øjnene og for bedre at kunne orientere sig i vandet. Svømmebriller består af et sæt plasticskåle, der har en form så de kan dække et øje og slutte tæt mod huden. De er bundet sammen med snor over næsen, og elastik omkring nakken. Nogle svømmebriller har en skumgummikant på den del, der sidder ind mod huden.
Svømmebriller fås i mange forskellige farver, og det er oftest kun en svømmers personlige præference der bestemmer hvilken farve der benyttes. Dog er det praktisk, ved svømning udendørs i solskin, at benytte mørke svømmebriller, for ikke at blive blændet af solen. Mange svømmebriller er overfladebehandlet med et antidugmiddel, således at de ikke så nemt dugger til. Denne antidugbelægning holder dog ikke envigt, og det er nødvendigt jævnligt at holde den ved lige. Svømmebriller fås også med spejlbelægning på ydersiden.
Svømmebriller kaldes ofte fejlagtigt for dykkerbriller. hvor at dykkerbriller er meget større omkring øjnene og går ned over næsen.
| Sport | Spire Denne artikel om sport er en spire som bør udbygges. Du er velkommen til at hjælpe Wikipedia ved at udvide den. |